# Cyphoidris werneri
Cyphoidris werneri är en myrart som beskrevs av Bolton 1981. Cyphoidris werneri ingår i släktet Cyphoidris och familjen myror. Inga underarter finns listade i Catalogue of Life.